# Verhandeling over de Ziel
De  Verhandeling over de Ziel is een Koptisch handschrift dat deel uitmaakte van de vondst van de Nag Hammadigeschriften in 1945. Er moet een oorspronkelijk Griekse tekst zijn geweest, maar daar is nooit iets van gevonden. Op het handschrift is wel de oorspronkelijk Griekse titel van het werk aanwezig,  Exegese van (of over) de Ziel. In dit geval moet het woord exegese niet als uitleg, maar als voorstelling of verhandeling geïnterpreteerd worden.
De tekst vertoont een nauwe verwantschap met een andere ook in Nag Hammadi gevonden tekst, de Gezaghebbende Leer. In beide teksten worden  een aantal voorstellingen beschreven die in de eerste decennia na de vondst als gnostisch werden beschouwd. Nader onderzoek heeft in de eenentwintigste eeuw tot een relativering van die conclusie geleid. De betreffende voorstellingen komen namelijk ook meerdere malen voor in het platonisme van de tweede en derde eeuw. 
In de tekst van de Verhandeling over de Ziel was de ziel bij de Vader in een maagdelijke en androgyne staat. Na haar val uit de hemel belandt zij op de materiële wereld. Daar valt zij in handen van rovers (eigenlijk worden hartstochten bedoeld) die haar prostitueren. Zij beschouwt iedereen die haar seksueel benadert als haar echtgenoot. Al die mensen laten haar echter in de steek en haar kinderen zijn doof, blind en ziekelijk. Als zij de Vader om hulp smeekt, toont hij erbarmen. Zij reinigt zichzelf en haar mannelijke tegenpool in de hemel daalt naar haar af. Zij verenigen zich weer in het bruidsvertrek en herwinnen daarmee hun oorspronkelijke eenheid. 
Dit verhaal wordt toegelicht en verklaard met een groot aantal citaten uit zowel het Oude Testament, het Nieuwe Testament en de Odyssee van Homerus. Het is daarbij opmerkelijk, dat aan de geciteerde teksten evenveel gezag wordt toegekend. Een soortgelijke wijze van citeren wordt aangetroffen in het werk van Clemens van Alexandrië (ca. 125/150-215) en er is dan ook de aanname dat de oorspronkelijk Griekse tekst in die periode moet zijn geschreven. De tekst roept op tot een grote mate van ascese en heeft een zeer negatieve visie op seksualiteit. 